# Siphocampylus maxonis
Siphocampylus maxonis är en klockväxtart som beskrevs av Franz Elfried Wimmer. Siphocampylus maxonis ingår i släktet Siphocampylus och familjen klockväxter.
Artens utbredningsområde är Panamá. Inga underarter finns listade i Catalogue of Life.